# Muhammad Al Maghrabi
Muhammad Al Maghrabi (19 aprile 1985) è un calciatore libico, di ruolo difensore.

## Carriera

### Club
Ha giocato nel campionato libico e marocchino.

### Nazionale
Ha esordito con la maglia della Nazionale libica nel 2006.